# فرقة المشاة 123 (الإمبراطورية الألمانية)
فرقة المشاة 123 فرقة للجيش الإمبراطوري الألماني في الحرب العالمية الأولى. تم تشكيلها في 1 أبريل 1915، وتم تنظيمها على مدار الأسابيع القليلة القادمة.  كان جزءًا من موجة من فرق المشاة الجديدة التي تشكلت في ربيع عام 1915. تم حل الفرقة في عام 1919 خلال تسريح الجيش الألماني بعد الحرب العالمية الأولى.
كان فرقة رويال ساكسون، تتكون من قوات من تلك المملكة. تم تشكيلها في المقام الأول من أفواج المشاة الزائدة من فرق المشاة العادية التي كانت ثلاثية. كان لواء المشاة 245 التابع للفرقة هو لواء المشاة الرابع والستين السابق لفرقة المشاة الثانية والثلاثين (ثالث رويال ساكسون).

## السجل القتالي
قاتلت فرقة المشاة 123 في البداية على الجبهة الغربية في الحرب العالمية الأولى، ودخلت الخط في منطقة أيسن في منتصف أبريل 1915. في وقت لاحق من عام 1915، قاتلت في معركة لوس. بقيت على الجبهة في منطقتي فلاندرز وأرتوا في عام 1916، وشاركت في يوليو معركة السوم، حيث أفادت التقارير أنها فقدت 6000 رجل. تم نقلها إلى الجبهة الشرقية في نهاية الشهر، حيث دخلت في الخط بالقرب من بحيرة Narač حتى نوفمبر 1917، عندما عادت إلى الجبهة الغربية. ذهب إلى الخط بالقرب من فردان حتى مايو 1918. قاتلت في وقت لاحق في معركة المارن الثانية ثم عادت إلى الخط بالقرب من فردان. في أواخر عام 1918، واجهت هجوم الحلفاء ميوز أرجون. وظلت في الصف حتى نهاية الحرب. صنفت المخابرات الحليفة الفرقة على أنها من الدرجة الثالثة وذات قيمة قتالية متواضعة.  

### اقتباسات
1. 1 2  123. Infanterie-Division (Chronik 1915/1918) نسخة محفوظة 17 مايو 2020 على موقع واي باك مشين.
2. ↑  Histories of Two Hundred and Fifty-One Divisions of the German Army which Participated in the War (1914-1918), compiled from records of Intelligence section of the General Staff, American Expeditionary Forces, at General Headquarters, Chaumont, France 1919 (1920), pp. 620-622.

### قائمة المراجع
- 123. فرقة المشاة (Chronik 1915/1918) - Der erste Weltkrieg
- Hermann Cron et al.، Ruhmeshalle unserer alten Armee (برلين ، 1935)
- Hermann Cron ، Geschichte des deutschen Heeres im Weltkriege 1914-1918 (برلين ، 1937)
- Günter Wegner، Stellenbesetzung der deutschen Heere 1825-1939. (Biblio Verlag، Osnabrück، 1993)، Bd. 1
- تاريخ مائتين وواحد وخمسين فرقة من الجيش الألماني الذي شارك في الحرب (1914-1918) ، تم تجميعه من سجلات قسم المخابرات في هيئة الأركان العامة ، القوات الاستكشافية الأمريكية ، في المقر العام ، شومون ، فرنسا 1919 (1920)